# Budynek Towarzystwa Wzajemnego Kredytu w Mińsku
Budynek Towarzystwa Wzajemnego Kredytu, znany jako Polski bank (biał. «Польскі банк») – budynek w Mińsku utrzymany w stylu modernizmu. Rozebrany w 1944 roku.
Budynek wzniesiony został w pierwszej dekadzie XX wieku według projektu architekta Stanisłaua Hajdukiewicza przy ul. Zacharzewskiej 59. Nieoficjalnie nazywany był „Polskim bankiem”, ponieważ mieściło się w nim założone w 1874 Towarzystwo Wzajemnego Kredytu. Instytucja ta w swojej skali stanowiła konkurencję dla banków komercyjnych, w 1914 roku licząc 1131 osoby prawne. W latach 1933–1934 budynek został przebudowany pod Miński Dom Towarowy, a 28 kwietnia 1934 odbyło się jego uroczyste otwarcie.
Podczas II wojny światowej został nieznacznie uszkodzony. Ostatecznie rozebrano go w czasie budowy zespołu prospektu centralnego w 1944 roku. Obecnie w jego miejscu stoi budynek Komitetu Bezpieczeństwa Państwowego Białorusi.